# Jolly Club
Jolly Club est une écurie italienne privée de sport automobile fondée en 1957 à Milan par Mario Angiolini, qui concourut notamment en Championnat du monde des rallyes mais également en Formule 1 et en Championnat du monde des voitures de sport. Elle a été liée aux marques italiennes Alfa Romeo, Fiat et surtout Lancia mais aussi à BMW ou à Ford (selon les courses et championnats en Italie).

## Histoire
Les débuts en mondial de rallyes s'effectuent en 1983 et le principal sponsor est Totip (pour Totalizzatore ippico, une société italienne de paris hippiques sportifs) d'où des couleurs orange et vertes sur les carrosseries durant les années 1990, jusqu'en 1996. Jolly Club cesse ses activités rapidement ensuite avant sa renaissance, dix ans plus tard, en 2007 en IRC grâce à Andrea Guidi.
Elle fut dirigée au temps de ses résultats les plus significatifs par Robet Angiolini, le fils de son fondateur. Avec Alitalia Fiat, Martini Racing et H.F. Grifone SRL, elle a été l'une des quatre écuries italiennes les plus réputées internationalement en rallye.
Elle a également fait de nombreuses autres incursions en sports mécaniques, en Formule 1 (partenariat avec la Scuderia Ferrari et Porsche notamment), Formule 2, Formule 3, Formule Junior, motonautisme et motocyclisme.

### Résultats en Formule 1
| Saison | Écurie                 | Châssis            | Moteur               | Pneumatiques | Pilote       | Courses | Courses | Courses | Courses | Courses | Courses | Courses | Courses | Courses | Courses | Courses | Courses | Courses | Courses | Courses | Courses | Courses | Points inscrits | Classement |
| Saison | Écurie                 | Châssis            | Moteur               | Pneumatiques | Pilote       | 1       | 2       | 3       | 4       | 5       | 6       | 7       | 8       | 9       | 10      | 11      | 12      | 13      | 14      | 15      | 16      | 17      | Points inscrits | Classement |
| ------ | ---------------------- | ------------------ | -------------------- | ------------ | ------------ | ------- | ------- | ------- | ------- | ------- | ------- | ------- | ------- | ------- | ------- | ------- | ------- | ------- | ------- | ------- | ------- | ------- | --------------- | ---------- |
| 1977   | Jolly Club Switzerland | Apollon Racing Fly | Ford-Cosworth DFV V8 | Goodyear     |              | ARG     | BRÉ     | AFS     | USO     | ESP     | MON     | BEL     | SUÈ     | FRA     | GBR     | ALL     | AUT     | P-B     | ITA     | USE     | CAN     | JAP     | 0               | Non classé |
| 1977   | Jolly Club Switzerland | Apollon Racing Fly | Ford-Cosworth DFV V8 | Goodyear     | Loris Kessel |         |         |         |         |         |         | Forf    |         | Forf    |         |         | Forf    | Forf    | Nq      |         |         |         | 0               | Non classé |

### Résultats en WRC

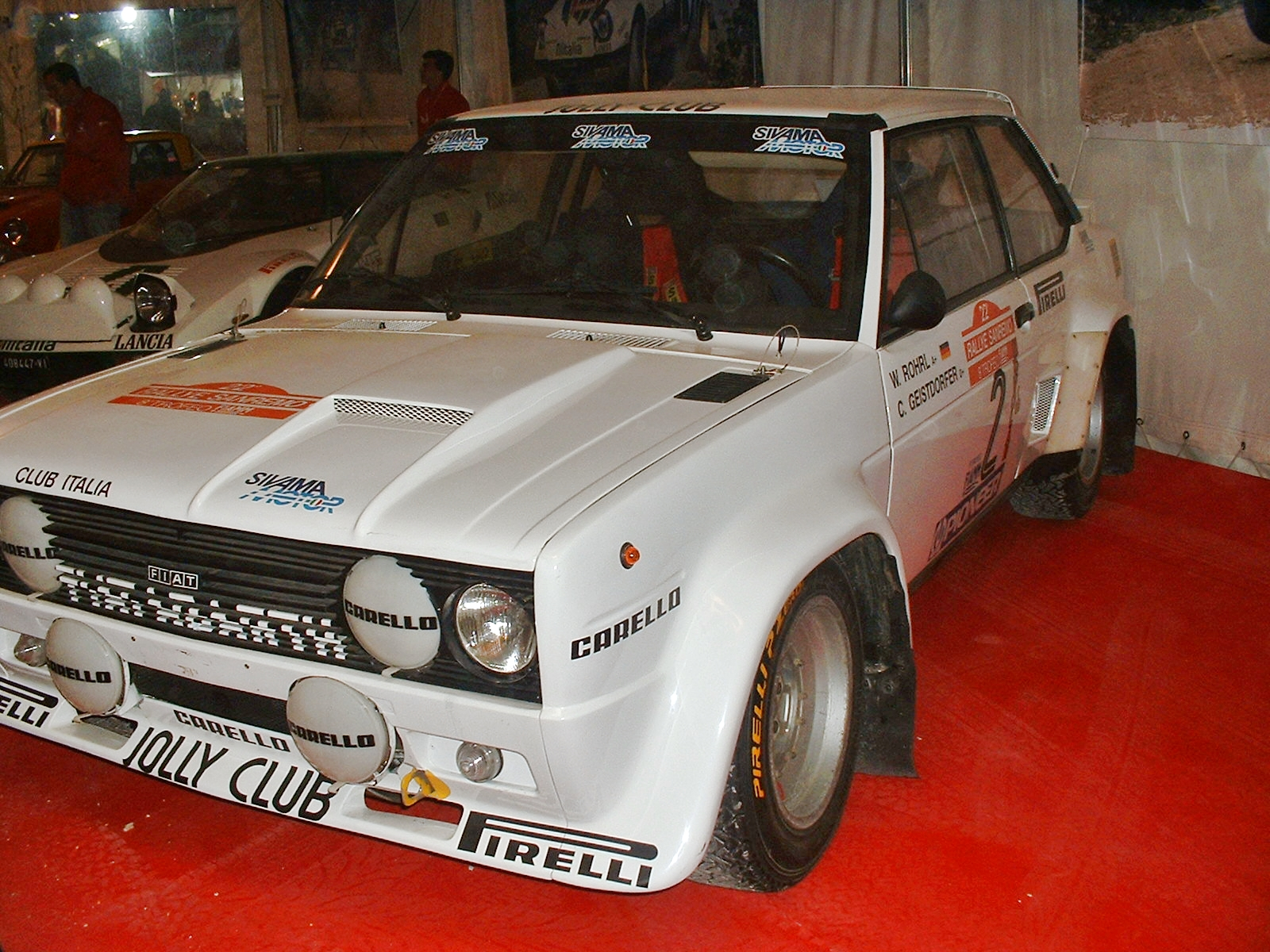
La Fiat 131 Abarth de W. Röhrl, préparée par Jolly Club, victorieuse au SanRemo 1980.

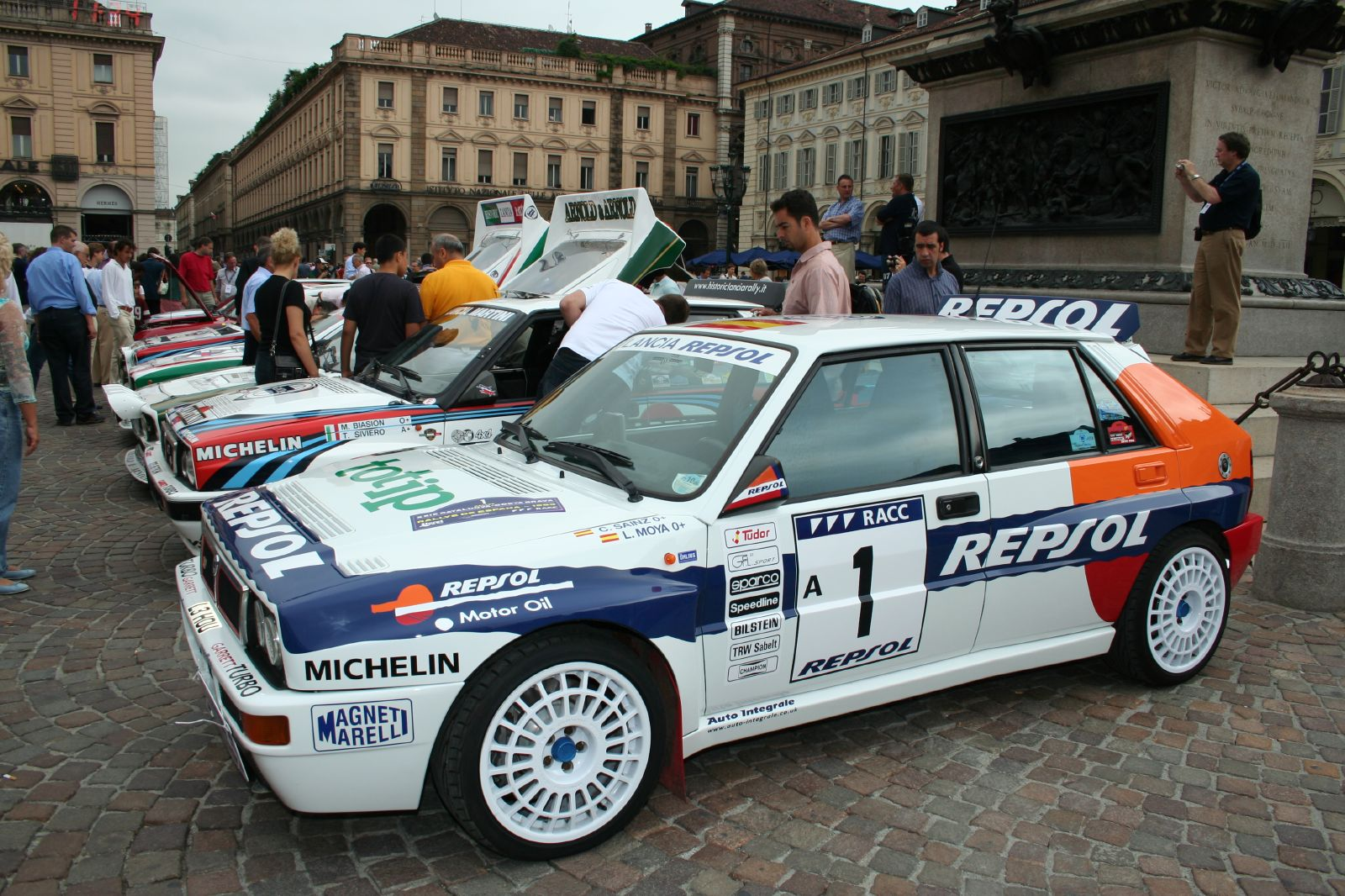
La Lancia Delta HF Integrale de C. Sainz en 1993, préparée par Jolly Club.

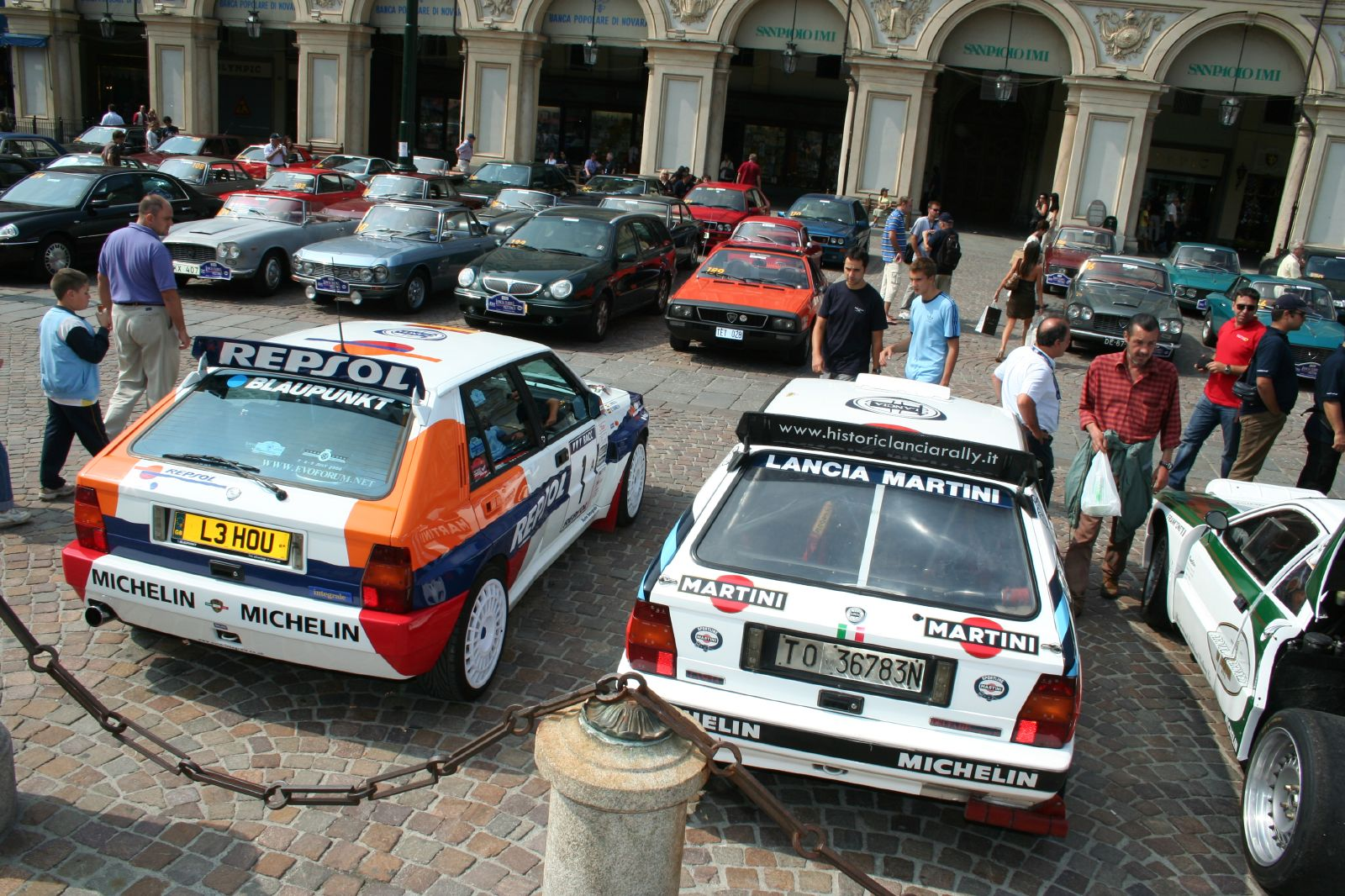
La même (à gauche) à côté d'une Martini Racing.

- Didier Auriol troisième du championnat du monde des rallyes pilotes 1991 sur Lancia Delta Integrale 16v (pour son unique saison avec Jolly Club, vainqueur à Sanremo -siège de l'écurie- et un total de six podiums mondiaux, dont second du Tour de Corse);
- Écurie 5e du championnat du monde des rallyes constructeurs 1993 sur  Lancia Delta HF Integrale Evo 2;
- Première victoire en WRC obtenue au Rallye Sanremo 1980 avec Walter Röhrl sur Fiat 131 Abarth (Röhrl champion du monde pilotes la même année avec Fiat);
- Alex Fiorio Champion du monde des rallyes des voitures de Production (P-WRC) 1987 (1re édition, sur Lancia Delta HF 4WD, 3 victoires, et 2e à Sanremo en 1988 et 1989).

(autres pilotes notables: Carlos Sainz (1993), Miki Biasion, Dario Cerrato, Franco Cunico, et Vittorio Caneva en P-WRC)

### Résultats en ERC et en IRC
(4 titres européens, et 18 titres nationaux italien asphalte)
- Dario Cerrato double Champion d'Europe des rallyes, en 1985 sur Lancia Rally 037 et 1987 sur Lancia Delta HF 4WD ;
- Miki Biasion Champion d'Europe des rallyes, en 1983 sur Lancia 037 Rally ;
- Arnaldo Cavallari Champion d'Europe centrale des rallyes (Mitropa Cup), en 1966 sur Alfa Romeo Giulia GTA ;
- Arnaldo Cavallari quadruple Champion d'Italie des Rallyes, en 1962 et 1963 sur Alfa Romeo Giulietta TI, 1964 sur Alfa Romeo Giulia GT, et 1968 sur Lancia Fulvia 1.3 Coupé HF ;
- Adartico Vudafieri double Champion d'Italie des rallyes, en 1980 sur Fiat 131 Abarth et en 1983 sur Lancia 037 Rally ;
- Tonino Tognana  Champion d'Italie des rallyes, en 1982 sur Ferrari 308 GTB et sur Lancia 037 Rally ;
- Miki Biasion Champion d'Italie des rallyes, en 1983 sur Lancia 037 Rally ;
- Dario Cerrato sextuple Champion d'Italie des rallyes, en 1985 sur Lancia Rally 037 (open), 1986 sur Lancia Delta S4 (nationale et open), 1988 sur Lancia Delta HF 4WD, 1989 sur Lancia Delta Integrale, 1990 et 1991 sur Lancia Delta Integrale 16V ;
- Michele Rayneri Champion d'Italie des rallyes, en 1987 sur Lancia 037 Rally ;
- Franco Cunico triple Champion d'Italie des rallyes, en 1994, 1995 et 1996 sur Ford Escort RS Cosworth ;
  - Dario Cerrato vice-champion d'Europe en 1990 sur Lancia Delta Integrale 16V ;
  - Andrea Zanussi 3e du championnat d'Europe 1982 sur Lancia 037 Rally ;
  - Franco Cunico 3e du championnat d'Italie 1997 (4e en 1998).

### Autres pilotes ayant porté les couleurs du Jolly Club
- Roberto Bussinello
- Sandro Munari
- Arturo Merzario
- Ignazio Giunti
- Andrea De Adamich
- Lele Pinto
- Amilcare Ballestrieri
- Tony Carello